# Dušanbe
Dušanbe (in cirillico tagico Душанбе, traslitterato anche Dushanbe, traduzione letterale "Lunedì") è la capitale (1 201 800 abitanti, stima 2022), la maggiore città e il principale centro culturale ed economico del Tagikistan.
Il nome deriva dalla parola tagica per "lunedì" (du "due" + šamba o šanbe "giorno") e si riferisce al fatto che la città era un frequentato mercato nel giorno di lunedì, il secondo della settimana.
Fra il 1924 e il 1929 era nota in russo come Djušambe (Дюшамбе), mentre tra il 1929 e il 1961 la città era denominata Stalinabad (Сталинабад), dopo che Iosif Stalin divenne segretario generale del PCUS.

## Geografia fisica

### Territorio
Situata nella parte centro occidentale del paese a circa 800 m s.l.m., sorge in una vallata (valle di Gissar) densamente popolata a sud-ovest di una catena montuosa. È attraversata dal fiume Varzob (detto anche Dushanbinka).

### Clima
Il clima ha un forte carattere continentale, con estati calde e asciutte e inverni freddi e umidi. La temperatura media è pari a 14,7 °C e le precipitazioni complessive annuali sono di 568 mm. Il mese più caldo è luglio con una temperatura media di 27,1° mentre quello più freddo è gennaio (2,1 °C). Il mese più secco è agosto mentre le precipitazioni più abbondanti si hanno in marzo e aprile con circa 100 mm.
| Dušanbe (1991-2020) Fonte: | Mesi         | Mesi         | Mesi         | Mesi        | Mesi        | Mesi        | Mesi        | Mesi        | Mesi        | Mesi        | Mesi         | Mesi         | Stagioni | Stagioni | Stagioni | Stagioni | Anno  |
| Dušanbe (1991-2020) Fonte: | Gen          | Feb          | Mar          | Apr         | Mag         | Giu         | Lug         | Ago         | Set         | Ott         | Nov          | Dic          | Inv      | Pri      | Est      | Aut      | Anno  |
| -------------------------- | ------------ | ------------ | ------------ | ----------- | ----------- | ----------- | ----------- | ----------- | ----------- | ----------- | ------------ | ------------ | -------- | -------- | -------- | -------- | ----- |
| T. max. media (°C)         | 9,0          | 11,0         | 17,0         | 22,8        | 27,9        | 33,6        | 36,4        | 35,5        | 31,3        | 24,4        | 16,7         | 11,1         | 10,4     | 22,6     | 35,2     | 24,1     | 23,1  |
| T. media (°C)              | 3,1          | 5,0          | 10,5         | 15,8        | 20,1        | 25,1        | 27,4        | 26,0        | 21,2        | 14,7        | 9,0          | 4,6          | 4,2      | 15,5     | 26,2     | 15,0     | 15,2  |
| T. min. media (°C)         | −0,9         | 0,5          | 5,5          | 10,1        | 13,4        | 17,2        | 18,9        | 17,2        | 12,7        | 7,8         | 3,8          | 0,4          | 0,0      | 9,7      | 17,8     | 8,1      | 8,9   |
| T. max. assoluta (°C)      | 21,8 (2002)  | 27,7 (2016)  | 32,2 (2018)  | 35,3 (2015) | 38,8 (1961) | 43,0 (2001) | 43,7 (2017) | 45,0 (2011) | 38,9 (1959) | 36,8 (1941) | 31,9 (2017)  | 24,3 (1971)  | 27,7     | 38,8     | 45,0     | 38,9     | 45,0  |
| T. min. assoluta (°C)      | −26,6 (1934) | −17,6 (2014) | −12,9 (1945) | −6,1 (1956) | 1,2 (1989)  | 8,4 (1945)  | 10,9 (1972) | 8,2 (1972)  | −1,0 (2001) | −4,4 (1953) | −13,5 (1950) | −19,5 (1948) | −26,6    | −12,9    | 8,2      | −13,5    | −26,6 |
| Precipitazioni (mm)        | 100          | 95           | 102          | 112         | 75          | 17          | 4           | 1           | 4           | 29          | 55           | 60           | 255      | 289      | 22       | 88       | 654   |

## Economia
Da quando è stata connessa alla rete ferroviaria (1929) la città è divenuta il centro economico e industriale del paese. Le industrie principali sono tessili, alimentari e manifatturiere.

## Infrastrutture e trasporti

### Treno
Nonostante la rete ferroviaria tagica non sia particolarmente sviluppata a causa della morfologia del territorio, la ferrovia transcaucasica collega giornalmente Dušanbe con Taškent in Uzbekistan e Mosca. I treni sono però lentissimi a causa dei percorsi tortuosi.

### Aereo
La città ha un aeroporto internazionale, situato a meno di 15 minuti in auto dal centro e che propone voli giornalieri per Mosca (aeroporto Domodedovo, aeroporto Vnukovo), Baku e Taškent, e voli bisettimanali per Istanbul, Krasnojarsk, Samara, Novosibirsk-Tolmačëvo.

## Basi militari
Ad 80 chilometri a sud della città si trova la base aerea di Farchor, l'unica base militare indiana al di fuori dall'India. Nei pressi di Dušanbe sono dislocate anche truppe francesi, statunitensi e russe.

## Monumenti e luoghi d'interesse
- il Museo etnografico, con una collezione di manufatti dell'arte tagica (ceramiche, tappeti, gioielli e strumenti musicali),
- il Museo unificato del Tagikistan,
- il Teatro d'opera e balletto Ayni, i cui interni sono i più belli della città.
- La città è sede dell'Università del Tagikistan e dell'Accademia delle Scienze.

## Amministrazione

### Gemellaggi
- Teheran
- Mosca
- San Pietroburgo
- Boulder
- Klagenfurt
- Ankara
- Lahore
- Sana'a
- Lusaka
- Reutlingen, dal 1990
- Shiraz

## Curiosità
Tom Clancy, scrittore statunitense, cita il sito militare di Dušanbe nel suo romanzo Il cardinale del Cremlino, chiamandolo "Stella lucente" ed identificandolo come un'installazione laser contro lo scudo spaziale statunitense. Verosimilmente la base ospita il sistema optoelettronico di sorveglianza spaziale Okno.